# STS-101
La misión STS-101 fue una misión realizada por el Transbordador espacial Atlantis, destinada a llevar suministros a la Estación Espacial Internacional, preparar la llegada del módulo Zvezda y elevar su órbita a 402 kilómetros. El Atlantis fue el primer transbordador en llevar una cabina de cristal.

## Tripulación
- James Halsell, Jr. (5) Comandante
- Scott Horowitz (3), Piloto
- Mary Weber (2), Especialista de misión
- Jeffrey Williams (1), Especialista de misión
- James Voss (4), Especialista de misión
- Susan Helms (4), Especialista de misión
- Yury Usachev (3), Especialista de misión - Rusia

( ) número de vuelos realizados. 

## Parámetros de la misión
- Masa:
  - Al aterrizaje junto con la carga: 100,369 kg
  - Carga: 1,801 kg
- Perigeo: 332 km
- Apogeo: 341 km
- Inclinación: 51.6°
- Período: 91 min

### Acoplamiento con la EEI
- Acoplado: 20 de mayo de 2000, 04:30:45 UTC
- Desacoplado: 26 de mayo de 2000, 23:03:00 UTC
- Tiempo acoplado: 5 días, 18 horas, 32 minutos, 15 segundos

### Paseos espaciales
- Voss y Williams  - EVA 1
- EVA 1 Comienzo: 22 de mayo de 2000 - 01:48 UTC
- EVA 1 Final: 22 de mayo, - 08:32 UTC
- Duración: 6 horas, 44 minutos

## Resumen de la misión

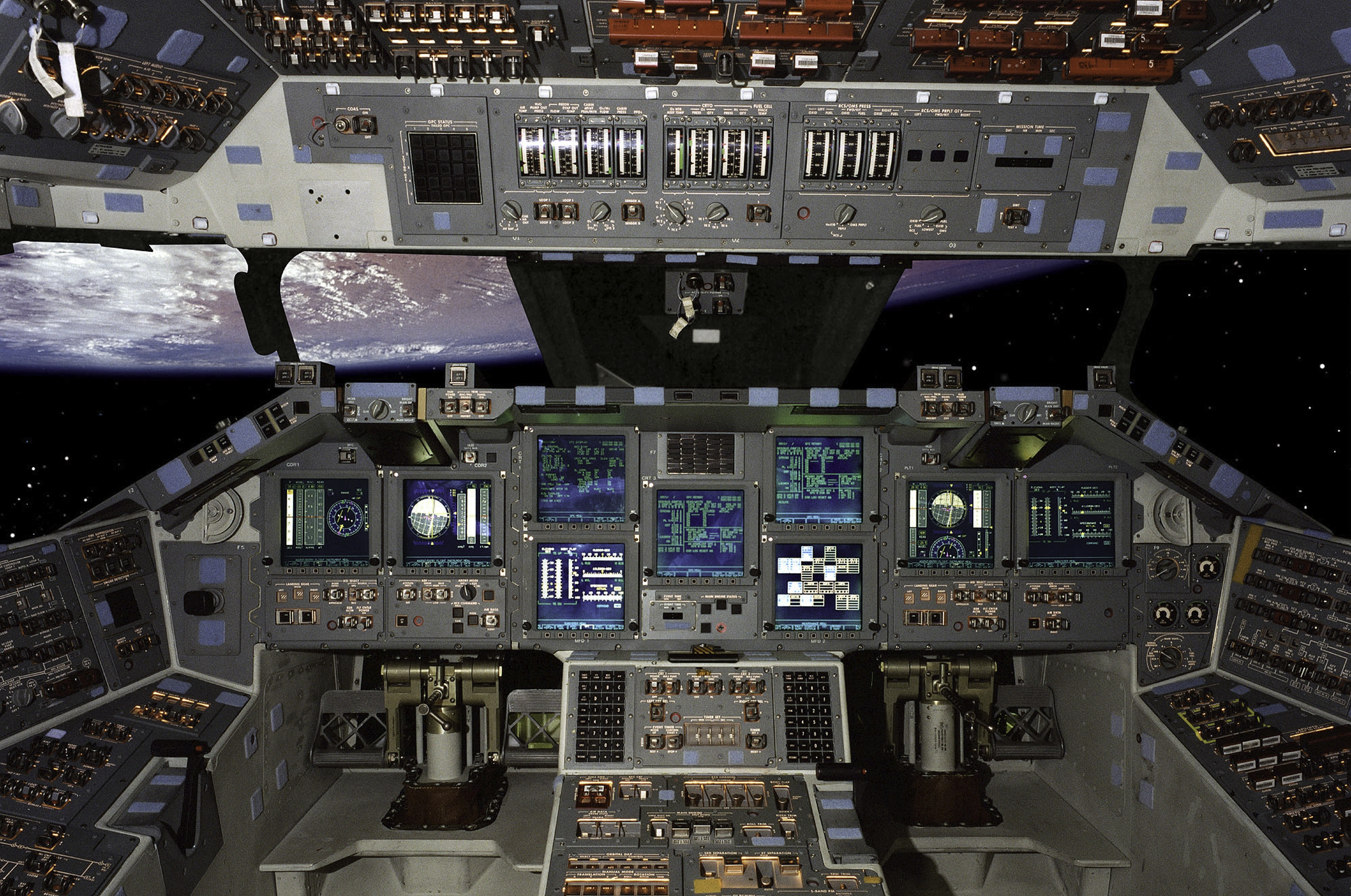
En esta misión, el Atlantis fue el primer transbordador en usar una cabina de cristal.

El objetivo principal de esta misión fue restituir las baterías de la estación para la seguridad en la llegada del Zvezda, entregar víveres y equipos y aumentar la órbita a 400 km.
Algunas tareas que realizó la STS-101 fueron reemplazar extintores, detectores de humo, filtros de aire, la memoria del Sistema de Telemetría por Radio, entre otros. Entre los equipos entregrados, había una cámara IMAX, una bicicleta ergonómica para su ejercicio físico. 
Durante la misión, se midieron los niveles de dióxido de carbono y la velocidad de la circulación del aire, dando resultados buenos.
Esta fue la primera misión de un transbordador con cabina de cristal (glass cockpit).